# 시몽 은가판두에튼부
시몽 브라디 은가판두에튼부(프랑스어: Simon Brady Ngapandouetnbu, 2003년 4월 12일 ~ )는 카메룬의 축구 선수이다. 포지션은 골키퍼이며, 현재 프랑스 리그 2의 몽펠리에에서 뛰고 있다.